# PGC 39837
LEDA/PGC 39837 ist eine Balken-Spiralgalaxie vom Hubble-Typ SBm im Sternbild Coma Berenices am Nordsternhimmel, die schätzungsweise 45 Millionen Lichtjahre von der Milchstraße entfernt ist. Mit LEDA 1917502 bildet sie ein optisches Galaxienpaar und gemeinsam mit 18 weiteren Galaxien gilt sie als Mitglied der NGC 4274-Gruppe (LGG 279).